# María Fernanda Elizondo
María Fernanda Elizondo Ochoa (Zapotlán el Grande, Jalisco, México, 27 de julio de 1991), conocida como Fernanda Elizondo, es una futbolista mexicana. Juega como delantera en Tigres de la Primera División Femenil de México

## Clubes
| Club        | País   | Año       |
| ----------- | ------ | --------- |
| Tigres UANL | México | 2018-2025 |

## Palmarés

### Títulos nacionales
| Título          | Club        | País   | Año      |
| --------------- | ----------- | ------ | -------- |
| Liga MX Femenil | Tigres UANL | México | Cl. 2018 |
| Liga MX Femenil | Tigres UANL | México | Cl. 2019 |
| Liga MX Femenil | Tigres UANL | México | 2020     |
| Liga MX Femenil | Tigres UANL | México | Cl. 2021 |